# فيتو ليونيتي
فيتو ليونيتي (بالإيطالية: Vito Leonetti)‏ (16 مارس 1994 بباري في إيطاليا - ) هو لاعب كرة قدم إيطالي في مركز الهجوم. لعب مع نادي باري وPolisportiva Olympia Agnonese ‏.

## روابط خارجية
- فيتو ليونيتي على موقع قاعدة بيانات كرة القدم.إي يو (الإنجليزية)
- فيتو ليونيتي على موقع Soccerway.com (الإنجليزية)